# Jean Beaucarne
Pour les articles homonymes, voir Beaucarne.
Jean Beaucarne, né le 18 mars 1886 et décédé le 15 juin 1964 fut un homme politique belge socialiste.
Beaucarne fut employé de son état.
Il fut élu conseiller communal (1921-58) et bourgmestre (1933-42, démis par les allemands, 1944-1946, 1953-1958) de Herseaux; conseiller provincial de la province de Flandre-Occidentale (1944-46); sénateur de l'arrondissement de Courtrai-Ypres (1950-55). 
Il fut créé chevalier de l'ordre de Léopold II.

## Sources
- Bio sur ODIS